# Lambert Doomer

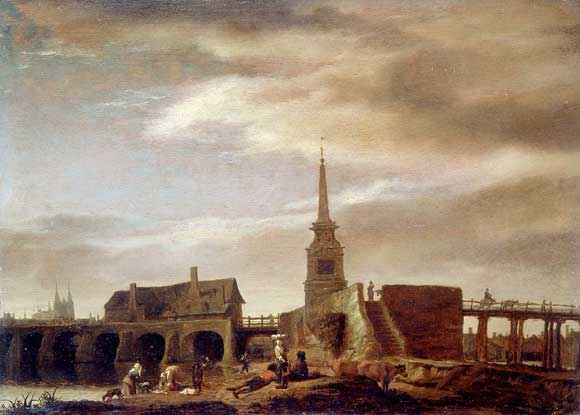
Lambert Doomer: Le Pont des Treilles sur la Maine à Angers, vu d'amont (um 1646, Louvre, Paris)

Lambert Doomer (* 11. Februar 1624 in Amsterdam; † 2. Juli 1700 ebenda) war ein holländischer Barockmaler. (Das Geburtsdatum ist nicht genau bekannt, mehrere Quellen nennen auch 1622 oder 1623 als Geburtsjahr; das hier angegebene Datum wird meist als Geburtsdatum genannt, ist jedoch tatsächlich das Taufdatum).
Lambert Doomer war das dritte von neun Kindern des deutschen Schreiners Herman Doomer (ursprünglich: Hermann Dommers, * 1595 in Anrath; † 1650 in Amsterdam), der 1613 nach Amsterdam gekommen war, und dessen Frau Baertjen Martens.
Doomers Vater hatte sich auf die Verarbeitung von Ebenholz spezialisiert und fertigte überwiegend Bilderrahmen, die er auch an Rembrandt van Rijn lieferte. 1640 ließ sich das Ehepaar in Einzelporträts von Rembrandt malen (die Gemälde befinden sich heute im Metropolitan Museum of Art in New York und in der St. Petersburger Eremitage). Lambert Doomer absolvierte zunächst bei seinem Vater eine Schreinerlehre, wurde jedoch im Jahr 1640 Rembrandts Schüler und arbeitete eine Zeit lang in seiner Werkstatt. Während dieser Zeit entstand auch Rembrandts Nachtwache, so dass die Mitarbeit Doomers an diesem Bild wahrscheinlich ist.

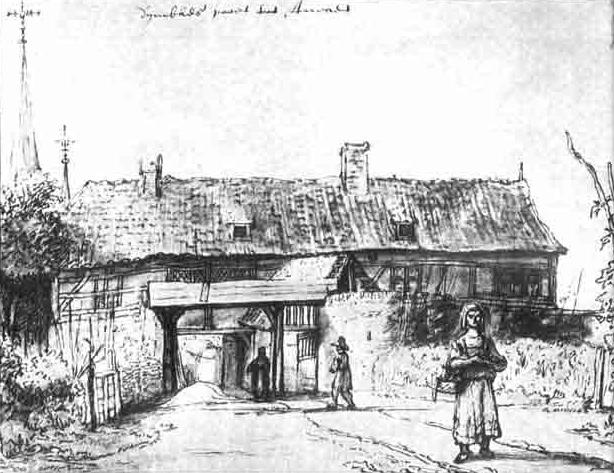
Lambert Doomer: Dymbkes poort tot Anraet (ca. 1664, Britisches Museum, London)

Doomer unternahm mehrere Reisen, unter anderem:
- 1646 gemeinsam mit seinem Freund, dem Maler Willem Schellinks (* 1627; † 1678) nach Nantes (ab Rouen trennten sich die beiden nach einem Streit)[2][3]
- im gleichen Jahr nach England, wo er die ersten bekannten Landschaftsdarstellungen der Isle of Wight malte
- 1663/64 den Rhein entlang bis in die Schweiz, wo er unter anderem den Geburtsort seines Vaters Anrath besuchte

Doomer war selbst auch Kunstsammler und erwarb 1657/1658 in einer Auktion nach Rembrandts Konkurs zahlreiche seiner Zeichnungen und Skizzenbücher.
Am 24. August 1668 heiratete er Metje Harmens; von 1669 bis 1695 lebte das Paar in Alkmaar im Norden Hollands. Von 1671 bis 1673 entstanden zahlreiche Zeichnungen, von denen heute noch mehr als dreihundert erhalten sind, die etwa ein Viertel seines erhaltenen Werkes ausmachen. Die letzten Jahre bis zu seinem Tod 1700 verbrachte Doomer in Amsterdam.